# Hjerterfri
Hjerterfri er et kortspil for fire spillere, som spilles med et sæt almindelige spillekort uden jokere. Spillet er inkluderet i de fleste versioner af Microsoft Windows. Der spilles om points over flere runder (spil). Der er kun én vinder, nemlig den, der har færrest points, når den første spiller kommer på mindst 100 points. Deler to eller flere spillere samme antal laveste pointtal, er spillet uafgjort.
Hver spiller får 13 kort i hver runde, og de har deres pålydende værdi med esset som højeste kort. Kortene spilles et ad gangen, og der tages stik af den, der lægger det højeste kort i den spillede farve. Man skal bekende, hvis man kan – ellers er det tilladt at smide af (dog ikke tilladt at smide hverken hjerter eller spar dame af i første stik, hvor klør to er spillet ud). Der spilles ikke med trumf.
Første udspil skal foretages af den spiller, der har klør to, og vedkommende er tvunget til at spille dette kort ud. Til gengæld må de øvrige ikke kaste et pointsgivende kort (en hjerter eller spar dame) af i første stik. Udspil foretages derefter af den spiller, som har fået det sidst spillede stik.
Det er ikke tilladt at spille en hjerter ud, før hjerter er åbnet, dvs. at der har været en hjerter på bordet i forbindelse med afkast af et kort ved renonce. Undtaget er den situation, at dette ikke er sket, og man kun har hjerter tilbage på sin hånd, når man skal spille ud.
Efter hver runde opgøres der points ud fra de stik, man har taget, idet hvert kort af farven hjerter tæller 1 points, mens spar dame tæller 13 points. Hvis en spiller har alle hjerter og spar dame i sine stik, siges spilleren at have fået en samler, og de tre modstandere får hver 26 points.
Når kortene er delt ud, byttes der tre kort væk, og man modtager tre kort efter følgende regel:
1. I første runde byttes tre kort til spilleren mod venstre, og der modtages tre kort fra spilleren på højre side.
2. I anden runde byttes tre kort til spilleren mod højre, og der modtages tre kort fra spilleren på venstre side.
3. I tredje runde byttes tre kort til spilleren overfor, og der modtages tre kort fra samme spiller.
4. I fjerde runde sker der ingen bytning.

I femte runde byttes som i første runde og så fremdeles.
Der findes forskellige varianter af spillereglerne og pointgivningen.